# Szczelina nad Strzelistą
Szczelina nad Strzelistą – jaskinia w Dolinie Małej Łąki w Tatrach Zachodnich. Wejście do niej znajduje się w depresji ograniczającej od zachodu ramię Wielkiej Turni, w pobliżu Dziury w Wantach i powyżej Jaskini Strzelistej, na wysokości 1749 m n.p.m. Długość jaskini wynosi 11 metrów, a jej deniwelacja 6 metrów.

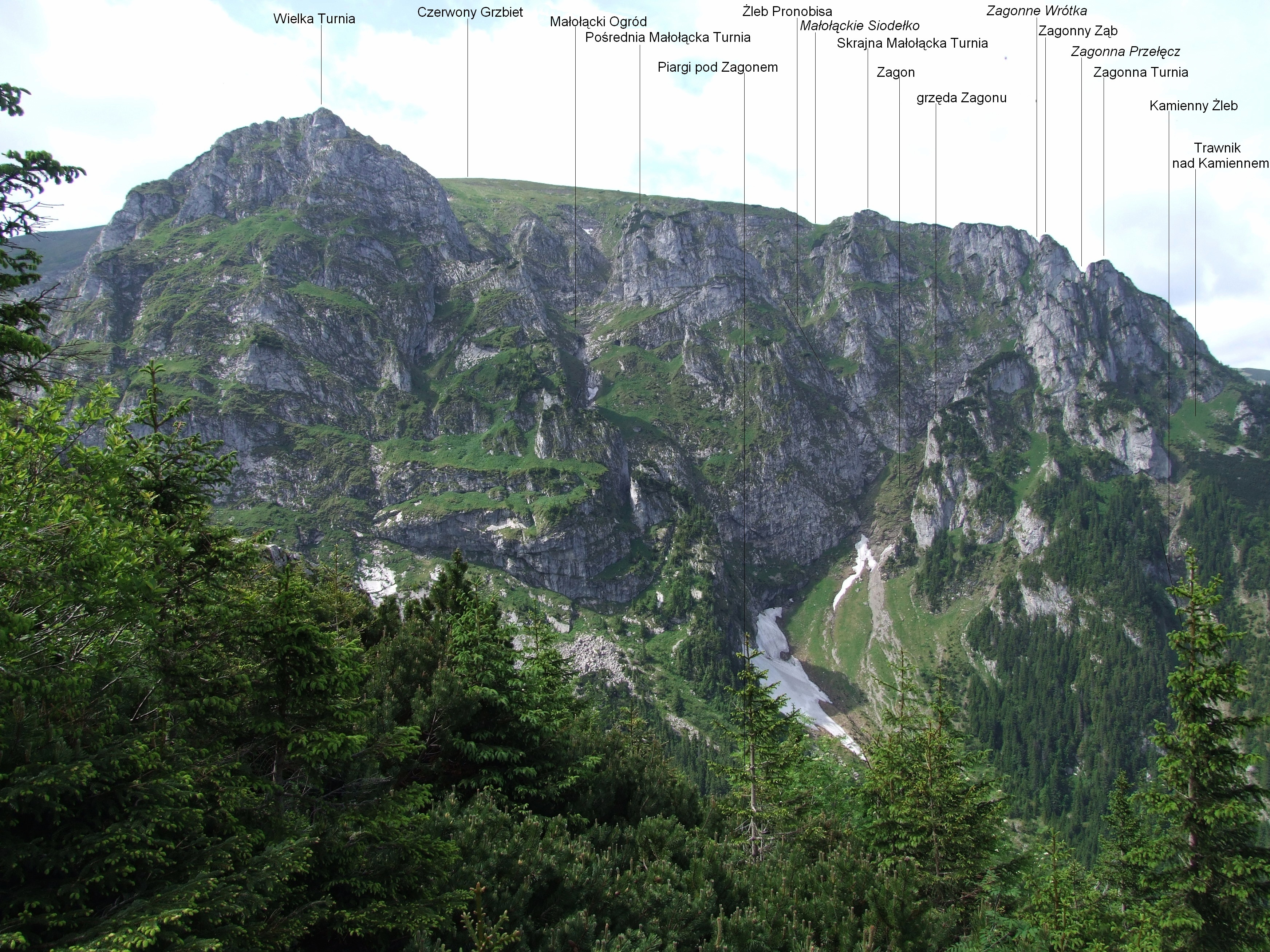
Wielka Turnia

## Opis jaskini
Jaskinię stanowi stromo idąca w dół ciasna szczelina zaczynająca się w niewielkim otworze wejściowym, a kończąca zawaliskiem.

## Przyroda
W jaskini brak jest nacieków i roślinności. Zamieszkują ją nietoperze.

## Historia odkryć
Brak jest informacji, kto i kiedy odkrył jaskinię. Jej pierwszy plan i opis sporządziła I. Luty przy współpracy J. Miastkowskiego 15 sierpnia 1979 roku.